# Stahlhelm

Emblème des Jeunesses du Stahlhelm.

Le Stahlhelm, forme abrégée de Stahlhelm, Bund der Frontsoldaten (de l'allemand Stahlhelm, « casque d'acier » et de Bund der Frontsoldaten, « Ligue des soldats du front »), était une des nombreuses organisations paramilitaires, issues des Freikorps (les corps francs), qui virent le jour après la défaite allemande de 1918. En 1933, elle fut autorisée à se maintenir sous contrôle nazi jusqu'à sa dissolution en 1935 pour ce qui concernait les vétérans plus âgés. Certains des plus jeunes intégrèrent le corps de réserve des SA. L'un des fondateurs du mouvement, Franz Seldte, devint ministre du Travail du régime nazi.

## Fondation et histoire
Le Stahlhelm fut fondé fin 1918 à Magdebourg par l'officier de réserve Franz Seldte. Associé au mouvement völkisch, c'était un corps d'inspiration monarchiste radicale et antiparlementaire. ll regroupait des anciens combattants de la Première Guerre mondiale, frustrés par les contraintes et obligations de « dédommagement » imposées par les vainqueurs à la suite de la reddition allemande de 1918. Ces obligations décrétées par l'étranger étaient présentées par les fascistes comme un tribut de guerre déshonorant. Le Stahlhelm se voyait comme corps de réserve de l'armée allemande régulière, dont les effectifs ne devaient pas dépasser cent mille hommes d'après le traité de Versailles. Il lutta contre le plan Dawes aux côtés du parti nazi. Il ne fut pas dissous par Hitler comme la plupart des organisations paramilitaires en 1933, et fut néanmoins désarmé. Son journal, Stahlhelm, était édité par le comte Hans-Jürgen von Blumenthal, qui fut plus tard mêlé à la tentative d'assassinat du 20 juillet 1944 contre Adolf Hitler.

## Effectifs
Avec un nombre d'adhérents compris entre 500 000 et un million de membres en 1930 (le nombre varie selon les sources), le Stahlhelm était, après la Reichsbanner Schwarz-Rot-Gold (plus de 3 millions d'adhérents, de tendance centriste et démocratique), et avant la SA (nazis), qui en comptait 400 000, une des plus grandes organisations paramilitaires avant la dictature. Elle rassemblait, au départ, essentiellement des vétérans de la Première Guerre mondiale.

## Idées politiques

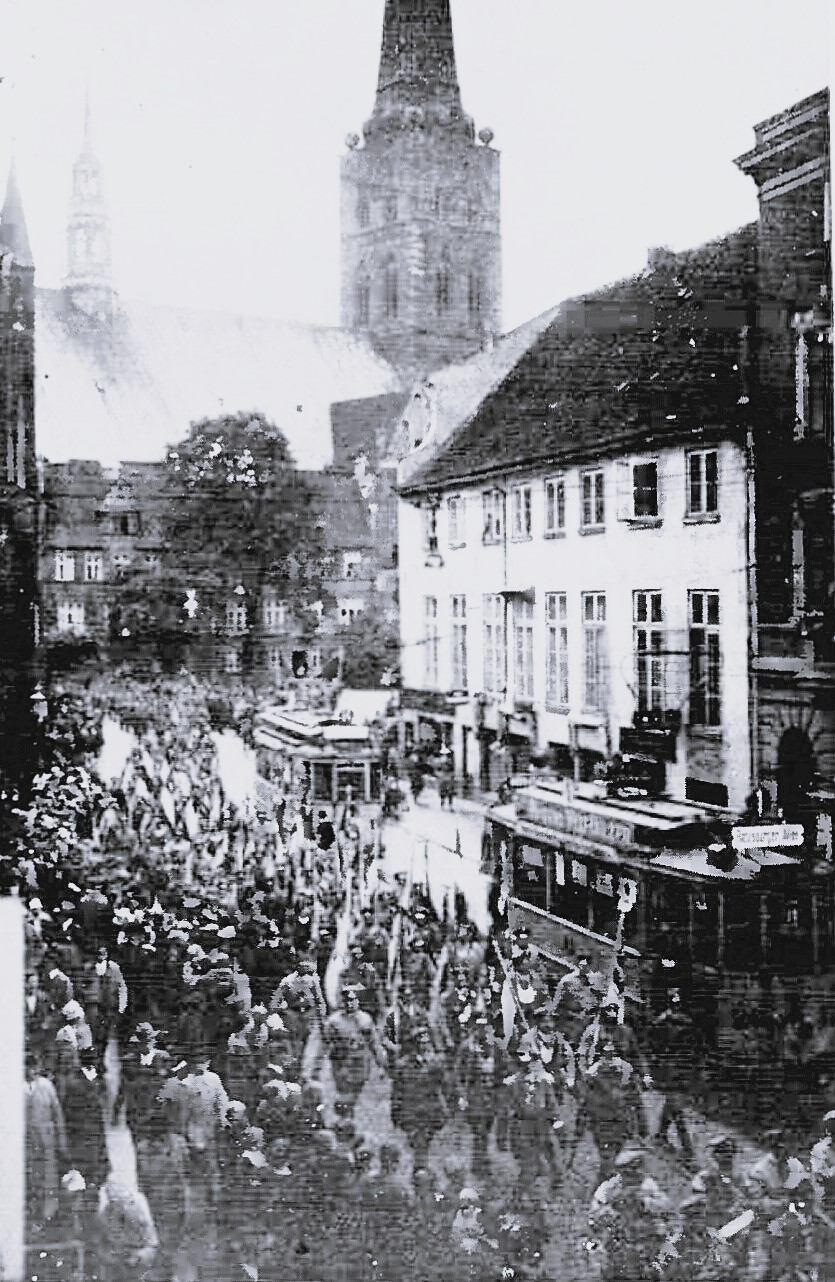
Les participants au concours le jour des Stahlhelm- und Treubundes du Bund der Frontsoldaten défilant devant leur chef fédéral à Lübeck (1927).

Au départ officiellement non politique (la plate-forme de l'association affirmait vouloir défendre les intérêts de la patrie), l'organisation dirige néanmoins ses attaques contre la gauche. De fait, le Stahlhelm était ouvertement opposé à la politique menée par la république de Weimar.  
À partir de 1924, influencé autant par le putsch de la Brasserie que par les tentatives communistes de prise de pouvoir dans certains États fédérés du Reich, le parti se positionne ouvertement pour la « régénération du peuple germanique » : l'association refuse ouvertement, à partir de là, le mélange avec les anciens combattants de religion juive, voire leur intégration au reste de la population. Il s'inscrit dans le cadre du mouvement de pensée völkisch : son racisme est fondé sur des considérations culturelles davantage que biologiques. Ainsi, en 1924, l'instance dirigeante déclare: 
 « Le Stahlhelm combat pour le Volk allemand et donc pour le renouveau de la race germanique; il combat pour renforcer la conscience d'une identité allemande afin d'éliminer de la nation les influences raciales étrangères »
Certaines sections développent des programmes agraires pour la « régénération des racines païennes », exaltant la paysannerie et l'empire médiéval.

## Liens avec les partis politiques

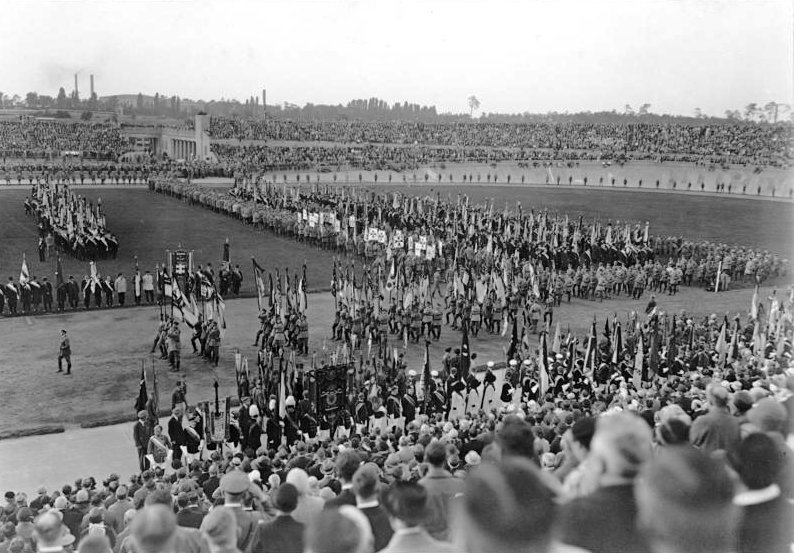
Défilé des Casques d'acier pour les dix ans du traité de Versailles en juin 1929 au Deutsches Stadion de Berlin.

Au début des années 1930, le Stahlhelm est proche des idées politiques développées par le Parti national du peuple allemand (DNVP). Il participe ainsi au front de Harzburg, organisé autour du DNVP et du NSDAP . Cette participation lève les réserves formulées par l'aile protestante de l'association à l'égard du nazisme : ses membres protestants voyaient en effet Hitler comme un clérical-fasciste.
Un des dirigeants de l'organisation, Theodor Duesterberg, est candidat à l'élection présidentielle de 1932, sur la liste du DNVP, mais il n'obtient pas suffisamment de voix pour se maintenir au second tour : les membres du Stahlhelm votent donc soit pour Hitler (NSDAP), soit pour Hindenburg (indépendant). Aux législatives qui s'ensuivent, Franz Seldte, fondateur du mouvement et rival de Duesterberg, appelle les membres du Stahlhelm à voter soit NSDAP, soit DNVP. Seldte rejoint Hitler et devient ministre du Travail du IIIe Reich pendant toute la durée du régime. Quoique plus völkisch, Duesterberg est lui, abandonné, en raison de la présence d'un arrière-grand-parent juif dans sa famille.

## Après guerre
Une association allemande d'inspiration fasciste et antisémite fondée en 1950 a repris ce nom.